# Чумаченко Євген Олександрович
Євге́н Олекса́ндрович Чумаче́нко (1988—2020) — солдат Збройних сил України, учасник російсько-української війни.

## З життєпису
Народився 1988 року в місті Ізмаїл (Одеська область). З дитинства мешкав у місті Арциз.
Призваний на військову службу 15 вересня 2018 року. Солдат, військовослужбовець 79-ї бригади.
13 липня 2020 року загинув під час обстрілу терористами з гранатометів та стрілецької зброї поблизу села Славне (Мар'їнський район).
Похований у місті Арциз.
Без Євгена лишилися дружина та двоє дітей.

## Нагороди та вшанування
- Указом Президента України № 480/2020 від 3 листопада 2020 року за «мужність, виявлену під час бойових дій, зразкове виконання військового обов'язку та високий професіоналізм» нагороджений орденом «За мужність» III ступеня (посмертно)[1]